# Aphloia theiformis
Aphloia theiformis ist die einzige Art der somit monotypischen Gattung Aphloia, die wiederum alleine die Familie der Aphloiaceae bildet. Sie ist in Ostafrika und Madagaskar verbreitet.

## Beschreibung

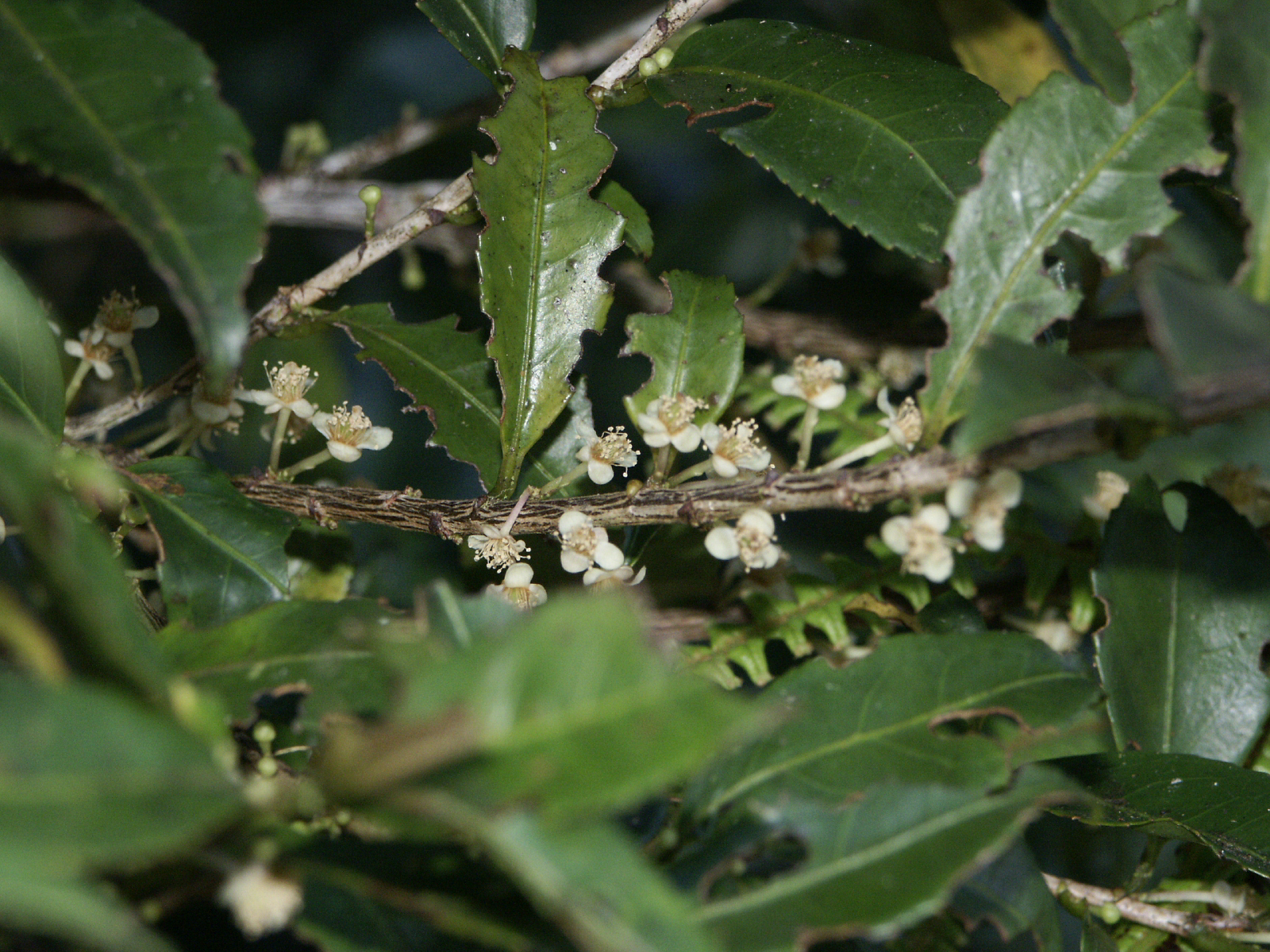
Zweig mit Laubblättern und Blüten

### Vegetative Merkmale
Aphloia theiformis ist ein immergrüner Strauch bis kleiner Baum, der eine Wuchshöhe von bis zu 14 Metern erreicht. Die oberirdischen Pflanzenteile sind kahl. Die Rinde der Zweige ist braun. 
Die wechselständig und zweizeilig (distich) an den Zweigen angeordneten Laubblätter sind in Blattstiel und Blattspreite gegliedert. Der Blattstiel ist etwa 3 Millimeter lang. Die Blattspreite ist 3 bis 8 Zentimeter lang und 1,2 bis 2,75 Zentimeter breit, schmal-elliptisch bis elliptisch oder verkehrt-lanzettlich. Die Blattspitze ist stumpf bis leicht spitz und die Spreitenbasis ist keilförmig. Der Blattrand ist gesägt, an der Basis oft auch ganzrandig. Die Seitennerven bestehen aus circa zehn nicht hervorgehobenen Paaren. Es sind oft Nebenblätter vorhanden. Die Spaltöffnungen besitzen ungleiche Nebenzellen (anisocytisch).

### Generative Merkmale
Die Blütezeit reicht von September bis November. Die Blüten stehen einzeln oder zu dritt in den Blattachseln. Die Blütenstiele sind grün, etwa 1 Zentimeter lang tragen ein bis drei deltoide Hochblätter von 1 Millimeter Länge. Die zwittrigen Blüten besitzen eine undifferenzierte meist siebenzählige Blütenhülle. Diese ist weiß, später gelblich und rund 5 mal 5 Millimeter groß. Die Kelchblätter sind etwa 1 bis 1,5 Millimeter lang verwachsen. Die inneren Kelchblätter sind dünner und kronblattähnlicher als die äußeren. Es gibt viele Staubblätter mit schmalen, 4 bis 5 Millimeter langen Staubfäden. Die Staubbeutel sind rundlich mit rund 0,7 Millimeter Durchmesser. Das Hypanthium (der verbreiterte Blütenboden) ist breit, die Oberfläche könnte nektarführend sein. Die Blüten duften süß. Das Gynoeceum besteht aus einem einzelnen Fruchtblatt. Die etwa zehn Samenanlagen pro Fruchtblatt sind ellipsoidisch und wahrscheinlich campylotrop, jedenfalls nicht einfach anatrop. Die Narbe ist sitzend. 
Die Frucht ist eine weiße, fleischige Beere, zur Fruchtreife bleiben Blütenhülle und Narbe erhalten. Die rund sechs Samen pro Beere haben einen Durchmesser fon rund zwei Millimeter und Diskus-förmig. Die drei bis fünf äußeren Zellschichten der glänzend weißen Samenschale (Testa) sind stark verdickt, die nächsten sind klein und unverstärkt, die inneren zwei bis drei Schichten sind längliche, verdickte Zellen. Die Endosperm-Entwicklung ist unbekannt. 

### Chromosomenzahl
Die Chromosomenzahl beträgt 2n = 20.

## Verbreitung und Standortansprüche
Aphloia theiformis ist in Ostafrika, auf Madagaskar, den Maskarenen und den Seychellen beheimatet. Sie wächst in submontanen und montanen immergrünen Wäldern und an Waldrändern in Höhenlagen über 1.500 Metern. Häufig ist wächst sie als Pionierpflanze. In Simbabwe gilt diese Art als lokal häufig
Aphloia zählt zu den bevorzugten Wirten des halbparasitischen Afrikanischen Sandelholzes (Osyris lanceolata)

## Systematik
Aphloia ist innerhalb der Crossosomatales das Schwestertaxon der Gruppe aus Geissolomataceae, Ixerbaceae und Strasburgeriaceae. Diese vier Familien stehen als monophyletische Gruppe den anderen Familien der Ordnung gegenüber. Ihr gemeinsames Merkmal sind Auswüchse an den Pollen-Aperturen. Früher wurde Aphloia theiformis zu den Flacourtiaceae gestellt, Takhtajan stellte sie zu den Violales. 
Die Erstveröffentlichung erfolgte 1794 als Lightfootia theiformis Vahl durch Martin Vahl in Symbolae Botanicae, ..., 3, S, 69–70, dort „theaeformis“ geschrieben. Die Neukombination zu Aphloia theiformis (Vahl) Benn. wurde 1840 durch John Joseph Bennett in Plantae Javanicae Rariores, Band 2, S. 192 veröffentlicht. Weiter Synonyme für Aphloia theiformis (Vahl) Benn. sind: Aphloia mauritiana Baker, Aphloia myrtiflora Galpin, Neumannia myrtiflora (Galpin) Th.Dur, Neumannia theiformis (Vahl) A.Rich., Prockia theiformis (Vahl) Willd.

## Verwendung
Auf Madagaskar werden die Blätter zu Tee verarbeitet. Dieser zeigt mittelmäßige diuretische Wirkung. Verwendet wird er bei Gallenleiden, bei Magenverstimmungen und Magen-Darm-Entzündungen und zur Blutreinigung.
Die Blätter enthalten Mangiferin (auch Aphloiol genannt), ein C-Glykosid von Tetrahydroxy-1,3,6,7-Xanthon. Extrakte aus Aphloia werden in Anti-Aging-Cremen verwendet.

## Belege
Der Artikel beruht vor allem auf folgenden Weblinks:
- Die Familie der Aphloiaceae bei der APWebsite. (engl.)
- Mark A. Hyde, Bart T. Wursten, Petra Ballings, Meg Coates M. Palgrave: Aphloia in der Flora von Zimbabwe.
- H. Wild: Flacourtiaceae. In: Flora Zambesiaca, Volume 1, 1960: textgleich online wie gedrucktes Werk. (Memento vom 7. Juli 2012 im Internet Archive)

## Weiterführende Literatur
- Merran L. Matthews, Peter K. Endress: Comparative floral structure and systematics in Crossosomatales (Crossosomataceae, Stachyuraceae, Staphyleaceae, Aphloiaceae, Geissolomataceae, Ixerbaceae, Strasburgeriaceae). In: Botanical Journal of the Linnean Society. Bd. 147, Nr. 1, 2005, ISSN 0024-4074, S. 1–46, doi:10.1111/j.1095-8339.2005.00347.x.
- Naidu Gopalsamy, David Vargas, Joseph Guéhoa, Claude Ricauda, Kurt Hostettmann: Saponins from leaves of Aphloia theiformis. In: Phytochemistry. Band 27, Nr. 11, 1988, ISSN 0031-9422, S. 3593–3595, doi:10.1016/0031-9422(88)80774-X.
- Oumadevi Rangasamya, Guy Raoelisonb, Francisco E. Rakotonirianab, Kiban Cheukb, Suzanne Urverg-Ratsimamangab, Joelle Quetin-Leclercqc, Ameenah Gurib-Fakimd, Anwar Hussein Subratty: Screening for anti-infective properties of several medicinal plants of the Mauritians flora. In: Journal of Ethnopharmacology. Bd. 109, Nr. 2, 2007, S. 331–337, doi:10.1016/j.jep.2006.08.002.